# Modus ponendo tollens
En logique propositionnelle, le modus ponendo tollens (du latin: « mode qui nie en affirmant ») est une règle d'inférence valide, parfois abrégé MPT. Celui-ci est étroitement lié au modus ponens et au modus tollens. Il est généralement décrit sous la forme :
1. Non (A et B)
2. A
3. Par conséquent, non B

Par exemple :
1. Anne et Bill ne peuvent pas gagner la course ensemble.
2. Anne a gagné la course.
3. Par conséquent, Bill n'a pas pu gagner la course.

En notation logique, ceci peut être représenté comme suit :
1. {\displaystyle \neg (A\land B)}
2. {\displaystyle A\,\!}
3. {\displaystyle \therefore \neg B}

Basée sur la barre de Sheffer, notée « | », l'inférence peut également être formalisée de la manière suivante :
1. {\displaystyle A\,|\,B}
2. {\displaystyle A\,\!}
3. {\displaystyle \therefore \neg B}